# Стремоус Аліна Сергіївна
Аліна Сергіївна Стремоус (нар. 11 липня 1995, Котельниково, Волгоградська область, Російська Федерація) — російська і молдовська біатлоністка, учасниця Чемпіонату світу.

## Життєпис
Родом із Волгоградської області. На внутрішніх російських змаганнях представляла Москву (СШОР № 81; СШОР Юність Москви з ЛВС — «Буревісник», до 2018 року) та Санкт-Петербург (СШОР № 3 Калінінського району, у сезоні 2018-2019).
Здобула срібну медаль чемпіонату Росії 2019 року в патрульних перегонах у складі збірної Північно-Західного ФО. 2017 року стала бронзовою призеркою чемпіонату ПЗФО та ЦФО у спринті.
На початку 2020 року разом із групою біатлоністів із Росії перейшла до збірної Молдови. Взяла участь у чемпіонаті Європи 2020 року в Раубичах, де посіла 19-те місце в змішаній естафеті та 91-ше в спринті, а у суперспринті не змогла подолати кваліфікацію. У березні 2020 року набрала перші очки в Кубку IBU, посівши 38-ме місце в спринті на етапі в Раубичах.

## Результати за кар'єру
Усі результати наведено за даними Міжнародного союзу біатлоністів.

### Чемпіонати світу
| Чемпіонат світу | Змішана ес. | Спринт | Перегони пер. | Інд. перегони | Од. змішана ес. | Естафета | Мас-старт |
| --------------- | ----------- | ------ | ------------- | ------------- | --------------- | -------- | --------- |
| 2021 Поклюка    | 22          | 53     | 54            | 72            | —               | —        | —         |

### Чемпіонати Європи
| Чемпіонат Європи   | Суперспринт | Од. змішана ес. | Змішана ес. | Спринт | Перегони пер. | Інд. перегони |
| ------------------ | ----------- | --------------- | ----------- | ------ | ------------- | ------------- |
| 2020 Раубичі       | 81          | —               | 19          | 91     | —             | не пров.      |
| 2021 Душники-Здруй | не пров.    | —               | 9           | 48     | 48            | 19            |